# ۱۷۹ (عدد)
۱۷۹(صد و هفتاد و نه) یک عدد طبیعی است که بعد از ۱۷۸ و قبل از ۱۸۰ قرار دارد.